# Immoeast AG
Фонд Immoeast AG (WBAG: IEA) создан в 1999 году австрийской компанией Immofinanz, которой принадлежит 50,5 % фонда. Остальные акции находятся в свободном обращении.

## Портфель проектов
Портфель фонда насчитывает около 250 объектов коммерческой недвижимости общей площадью 3,4 млн м² в Чехии, Польше, Словакии, Венгрии, Румынии, России и Украине. В Москве у фонда пять торговых центров общей площадью 410 000 м².